# Luisito Espinosa

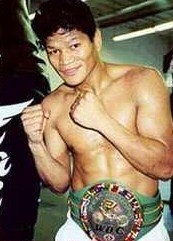
Luisito Espinosa

Luisito Espinosa (* 26. Juni 1967 in Manila, Philippinen) ist ein ehemaliger philippinischer Boxer im Feder- und Bantamgewicht.

## Profi
Er begann seine Profikarriere im Jahre 1984 und gewann seine ersten beiden Fights jeweils nach Punkten. In seinem dritten Kampf musste er allerdings seine erste Pleite einstecken.
Am 18. Oktober 1989 wurde er im Bantamgewicht Weltmeister der WBA, als er Khaokor Galaxy bereits in der ersten Runde schwer ausknockte. Diesen Gürtel verlor er im Oktober des Jahres 1991 an den Venezolaner Israel Contreras. Am 11. Dezember 1995 wurde er durch einen einstimmigen Punktsieg über Manuel Medina zudem WBC-Weltmeister Federgewicht. Diesen Gürtel verteidigte er insgesamt sieben Mal in Folge und verlor ihn am 15. Mai 1999 gegen César Soto durch einstimmige Punktentscheidung.